# بين الإمامين مسلم والدارقطني (كتاب)
كتاب “بين الإمامين مسلم والدارقطني” للشيخ ربيع بن هادي المدخلي هو كتاب متخصص في علوم الحديث، يتناول دراسة مقارنة بين صحيح الإمام مسلم بن الحجاج وصحيح الإمام الدارقطني، من حيث المنهجية، الضوابط العلمية، وتصنيف الأحاديث النبوية، مع بيان أوجه الاتفاق والاختلاف بينهما.

## تاريخ تأليف الكتاب
صُنف هذا الكتاب في العصر الحديث على يد ربيع المدخلي بهدف دراسة وتحليل الفرق بين منهجي الإمامين مسلم والدارقطني في جمع الحديث الشريف، معتمداً على المصادر التراثية والمخطوطات الأصلية. ويُعد الكتاب من الإسهامات الحديثة التي تهدف إلى توضيح الفرق بين الكتب الحديثية التي تُعدّ من المصادر الأساسية في الحديث الشريف.

## محتوى الكتاب
ينقسم الكتاب إلى فصول عدة، منها:
- منهج جمع الأحاديث عند مسلم والدارقطني، مع شرح مفصل حول ضوابط الجرح والتعديل.[3]
- ترتيب الأحاديث في كل من الصحيحين وأثر ذلك على فهم المتلقي.[4]
- مقارنة الأحاديث المتفق عليها واختلافاتها النصية وأثرها على الأسانيد والمتون.[5]
- أثر منهج كل إمام على الدراسات الحديثية اللاحقة.[6]

## أهمية الكتاب
يمثل هذا الكتاب إضافة نوعية في مجال علوم الحديث، حيث يساعد الدارسين والباحثين على فهم الفوارق الدقيقة في جمع الحديث وتصنيفه بين اثنين من أعظم أئمة الحديث، مما يُثري المناهج العلمية ويزيد من دقة التقييم الحديثي.

## النقد والاستقبال
نال الكتاب استحسان الباحثين المختصين، واعتبروه مرجعاً مفيداً في تحليل مصادر الحديث النبوي، مع توصية ببذل المزيد من الجهد في البحث الميداني والاعتماد على المخطوطات الأصلية.

## المؤلف
ربيع المدخلي هو باحث ومحقق متخصص في علوم الحديث، حاصل على شهادة الدكتوراه من جامعة الملك عبد العزيز، وله عدة مؤلفات وأبحاث تهتم بتحقيق ودراسة كتب الحديث النبوي.